# Бастарни

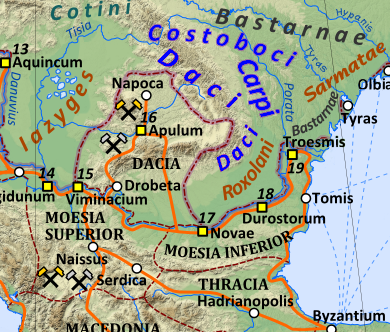

Баста́рни (певкіни) — кельтське плем'я, ймовірно змішаного кельто-германського походження на думку німецьких археологів; за іншими джерелами, сармато-фракійського або балто-слов'янського походження, яке зайняло терени Карпатської України, жило в гирлі Дунаю і на західних Балканах протягом останніх століть до н. е. і перших століть н. е.. Звідки і назва гір Карпат у Птолемея — лат. Alpes Bastarnidae. Відома археологічна пам'ятка бастарнів в Мукачеві для масового виробу знаряддя й зброї з заліза.
Згадуються у II ст. до н. е. грецькими істориками, а в I ст. до н. е. — римським істориком Тацитом.
Бастарни вперше згадуються в історичних джерелах як мешканці сучасних Галичини та Буковини.
У 230 р. до н. е. вони (разом із скирами) брали в облогу Ольвію. Жили у Південній Україні, де довго воювали з грецькими колоніями та римськими легіонами.
На Нижньому Дунаї вони з'явилися близько 200 р. до н. е. і були використані царем Македонії Філіпом V супроти його сусідів фракійців. Після поразки від даків, бастарни повернули на північ, залишивши частину племені на дунайському острові Певка (Peuce) . Їхня основна частина зайняла країну між Східними Карпатами і Дунаєм.
Бастарни мали репутацію чудових воїнів. Апіан назвав їх «найхоробрішою нацією між усіх». Вони ворогували з римлянами як союзники царя Македонії Персея, потім як підвладні сарматів (які подолали бастарнів у 2-й половині II сторіччя до н. е.), згодом — як найманці царя Мітрідата ІІ. У часах Юлія Цезаря римляни завдали поразки бастарнам і уклали з ними мир. Цей мир, проте, порушувався серіями вторгнень бастарнів у межі римських провінцій.
Етнічне походження бастарнів залишається невідомим. Полібій та інші автори вважали їх галатами (Galatae). Більшість авторів вважали їх германцями, але римляни часто використовували «германці» як географічний термін замість етнічної класифікації. Страбон не знав їхнього походження; Тацит чітко оголошує їх германцями, але говорить, що це плем'я було погіршене шлюбами з сарматами.
Археологічно бастарни, можливо, пасують до Зарубинецької культури, яка мала сильний сарматський вплив. Це ототожнення, проте, приймається не всіма.
У II—III ст. н. е. бастарни поступилися остготам, з якими, ймовірно, асимілювалися. Востаннє про них згадано в історичних джерелах, коли імператор Марк Аврелій Проб перемістив їх на правий берег Дунаю.